# Хеннингер, Вернер
Вернер Хеннингер (нем. Werner Henninger; 7 апреля 1929, Петау, Саксония) — военно-морской деятель ГДР, в 1978—1982 годах заместитель начальника политического управления фольксмарине по пропаганде и агитации, контр-адмирал (1979 год).

## Биография
Из рабочей семьи. В 1945 году короткое время находился в рядах фольксштурма. В 1945—1946 годах находился в советском плену. После освобождения до 1948 года работал шлифовальщиком в Йене. В 1948—1950 годах служил матросом на рыболовном судне в Ростоке. 18 ноября 1950 года вступил в ряды Морской народной полиции, предшественницы ВМС ГДР. В 1950—1951 годах учился в школе морской полиции в Парове, будущей Флотской школе им. Вальтера Штеффенса. В 1951—1952 годах был руководителем кабинета навигационной подготовки в том же училище (Ltr. Kabinett Navigationsausb.Seepolizeischule Parow). В 1953 году вступил в СЕПГ. В 1953—1954 годах был курсантом Политической школы в Трептове (Polischule Treptow). В 1954—1956 годах служил заместителем командира по политической работе во 2-м дивизионе минных тральщиков и минных заградителей (2-м минном дивизионе) в Вольгасте. В 1956—1957 годах был инструктором по партийной и организационной работе в Ваффенарсенале (Instructeur f. Org. u. Parteiarb., Waffenarsenal). В 1957—1958 годах служил помощником по работе с молодёжью в 9-й флотилии ВМС ГДР (Gehielfe f. Jugendarb. 9. Flotille). В 1958—1959 годах был партийным секретарём в отряде тральщиков 1-й флотилии ВМС ГДР. В 1959—1960 годах учился в Высшей офицерской школе ВМС имени Карла Либкнехта в Штральзунде. В 1961—1963 годах работал там преподавателем. В 1964—1967 годах проходил обучение в Военной академии ННА имени Фридриха Энгельса в Дрездене. После её окончания был назначен на должность руководителя организационного подотдела политотдела 1-й флотилии фольксмарине. В 1969—1977 годах служил начальником политотдела и заместителем командира 1-й флотилии фольксмарине. В 1977—1978 годах был командирован в Советский Союз на учёбу в Высшую партийную школу КПСС. После возвращения в ГДР до 1982 года занимал пост заместителя начальника политического управления фольксмарине по пропаганде и агитации. 7 октября 1979 года в рамках празднования 30-й годовщины образования ГДР он получил звание контр-адмирала. В 1982—1989 годах служил начальником политотдела и заместителем начальника Высшей офицерской школы ВМС имени Карла Либкнехта. Уволен в отставку 30 сентября 1989 года.

## Избранные награды
- Орден «За заслуги перед Отечеством» в серебре;
- Военный орден «За заслуги перед народом и Отечеством» в серебре.

## Воинские звания
- контр-адмирал — 7 октября 1979 года